# Mitterharthausen
Mitterharthausen ist ein Gemeindeteil der Gemeinde Feldkirchen und eine Gemarkung im niederbayerischen Landkreis Straubing-Bogen. Bis 1978 bestand die Gemeinde Mitterharthausen.

## Lage
Das Dorf Mitterharthausen liegt im Gäuboden etwa einen Kilometer südöstlich von Feldkirchen. Im Osten des Ortes befindet sich die Gäubodenkaserne.
Die Gemarkung bildet den östlichen Teil des Gemeindegebiets von Feldkirchen und grenzt an die Gemarkungen Alburg, Straubing, Geltolfing, Salching und Feldkirchen. Auf ihr liegen die Orte Mitterharthausen, Ehethal, Innerhienthal, Lindloh und Opperkofen.

## Geschichte
Das Wort hart bedeutet im Althochdeutschen „Bergwald“. Es gibt noch die Orte Oberharthausen und Niederharthausen. Der Ort wird in den Urkunden seit dem 14. Jahrhundert als Harthausen erwähnt. 1447 stiftete Herzog Albrecht III. für die Seelenruhe der Agnes Bernauer eine ewige Messe in der Straubinger Karmelitenkirche und gab zu dieser Stiftung einen ein Jahr zuvor von Hans und Hermann Haibeck zu Wiesenfelden gekauften Hof in Mitterharthausen. Der Ort bildete laut dem Gerichtsverzeichnis von 1599 eine Hauptmannschaft, zu der außer Mitterharthausen noch die Orte Opperkofen, Weiling, Lindloh, Oberast, Mitterast, Innerhienthal und Ehethal gehörten. Im Jahr 1752 bestand das Dorf Mitterharthausen aus zehn Anwesen.
1808 wurde der Steuerdistrikt Mitterharthausen im Landgericht Straubing gebildet, aus dem 1818 die Gemeinde Mitterharthausen hervorging. 1821 wurden die Ortsteile Harthof und Oberast der Gemeinde Alburg zugeteilt, da sie zur Pfarrei Alburg gehörten. 1933 wurden in der Gemeinde Mitterharthausen 330 und 1939 2604 Einwohner gezählt.
Die Gemeinde Mitterharthausen hatte 1961 die Gemeindeteile Mitterharthausen, Ehethal, Innerhienthal, Lindloh, Mitterast und Opperkofen und 401 Einwohner. Die Gemeindefläche betrug 884,67 Hektar. Im Zuge der Gebietsreform in Bayern wurde sie am 1. Mai 1978 ohne den Gemeindeteil Mitterast, der zur kreisfreien Stadt Straubing kam, in die Gemeinde Feldkirchen eingegliedert.
1978 wurde in Mitterharthausen ein Sportzentrum errichtet, das von den ortsansässigen Vereinen genutzt wird. Ferner liegt in Mitterharthausen die Wetterstation Straubing des Deutschen Wetterdienstes. Mitterharthausen erlangte seine besondere Bedeutung durch den 1936 begonnenen Bau des Fliegerhorsts Straubing-Mitterharthausen, heute als Gäubodenkaserne bekannt.

## Sehenswürdigkeiten
- Standortkapelle St. Georg. Sie wurde von den Amerikanern in den 1950er Jahren errichtet.

## Vereine
- Freiwillige Feuerwehr Mitterharthausen
- Kleingartenverein Mitterharthausen e. V.
- Landfrauen Mitterharthausen
- Sportverein Feldkirchen-Mitterharthausen
- Kegelverein Bavaria Mitterharthausen 1970 e. V.